# Festival international du film de Thessalonique 2008
Le Festival international du film de Thessalonique 2008 fut la 49e édition du Festival international du film de Thessalonique. Elle se tint du 14 au 23 novembre 2008.

## Jury
- Président : Michael Ondaatje
- Jurés :
  - Yeşim Ustaoğlu
  - David Robinson (écrivain)
  - Diablo Cody
  - Dionysis Savvopoulos (el)
  - Lita Stantic
  - Émilie Dequenne

## Films sélectionnés
- En ouverture : The Wrestler
- En clôture : Frost/Nixon
- La Poussière du temps (Theo Angelopoulos)

## Palmarès
- Over there (Abdolreza Kahani) : Alexandre d'or
- Pescuit sportiv (Adrian Sitaru) : Alexandre d'argent
- Celina Murga : meilleur réalisateur
- Matthew Newton (Three Blind Mice) : meilleur scénario
- Ioana Flora et Maria Dinulescu (Pescuit sportiv) : meilleures actrices ex æquo
- Sid Lucero et Emilio Garcia (Selda) meilleurs acteurs ex æquo
- Fövenyóra de Szabolcs Tolnai : prix artistique
- Diastème (Le Bruit des gens autour) : mention spéciale